# Mount Hancox
Mount Hancox är ett berg i Antarktis. Det ligger i Östantarktis. Nya Zeeland gör anspråk på området. Toppen på Mount Hancox är 3 245 meter över havet.
Terrängen runt Mount Hancox är kuperad åt sydväst, men åt nordost är den bergig. Mount Hancox är den högsta punkten i trakten. Trakten är obefolkad. Det finns inga samhällen i närheten. 